# Abadia de Neuburgo

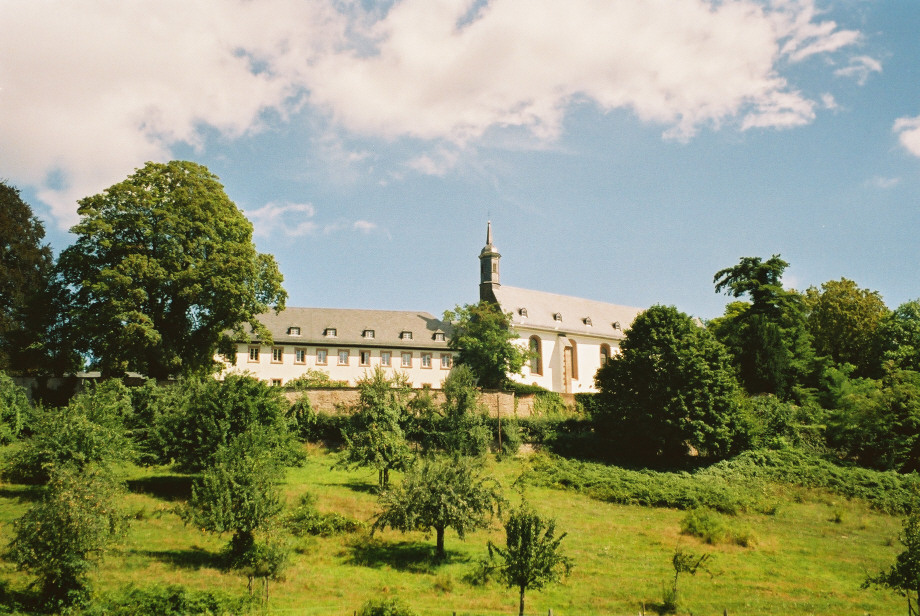
Abadia de Neuburgo

A Abadia de Neuburgo (alemão: Abtei Neuburg ou Kloster Neuburg, mas mais comumente Stift Neuburg) perto de Heidelberg em Bade-Vurtemberga é um mosteiro beneditino dedicado a São Bartolomeu e parte da Congregação Beuronense.

## História

### Primeira fundação
O mosteiro de Neuburgo foi fundado em 1130 por Anshelm, um monge da Abadia Beneditina de Lorsch, como um priorado de Lorsch. Não prosperou e, em 1195, foi transformado em convento por ordem de Conrado de Hohenstaufen, conde Palatino do Reno, e elevado à categoria de abadia, mas sua condição não melhorou como se esperava. Quando a Abadia de Lorsch foi suprimida em 1232, Neuburgo passou sob a autoridade primeiro do Bispo de Mainz e depois do Bispo de Worms, um forte defensor das reformas cistercienses, e com a ajuda da vizinha Abadia de Schönau, um mosteiro cisterciense, Neuburgo tornou-se um convento cisterciense. Isso finalmente aumentou suas fortunas, tanto espiritual quanto financeiramente, resultando em um período de intensa atividade de construção durante o século XIV. Mas outro declínio se instalou e, em 1462, por instigação de Frederico I, Eleitor Palatino, a comunidade voltou à observância beneditina.
Durante a Reforma, em 1562, o convento foi suprimido.

### Propriedade privada
As instalações tornaram-se então propriedade dos Eleitores Palatinos e foram utilizadas para uma variedade de propósitos, incluindo nas décadas de 1660 e 1670 uma Frauenstift, ou um estabelecimento colegiado para acomodação de filhas solteiras da nobreza. O Stift durou apenas alguns anos, mas teve uma influência duradoura no nome do lugar, que a partir de então passou a ser conhecido como Stift Neuburg.
Em 1706, João Guilherme, Eleitor Palatino, cedeu as instalações aos Jesuítas de Heidelberg, que construíram os edifícios que agora podem ser vistos no local. Após a supressão dos Jesuítas em 1773, a antiga abadia voltou à posse do Eleitor e em 1799 foi hipotecada a favor da Universidade de Heidelberg, passando para mãos privadas em 1804. Em 1825, tornou-se propriedade de Johann Friedrich Heinrich Schlosser, um sobrinho por casamento de Goethe e, após sua morte, aos parentes de sua esposa, a família von Bernus.

### Segunda fundação
Em 1926, Neuburgo foi readquirido pelos beneditinos do poeta e místico Alexander von Bernus, e reassentado pela Arquiabadia de Beuron. Foi elevada à categoria de abadia em 1928.
Os problemas da nova fundação eram grandes, e o primeiro abade, Adalberto de Neipperg, eleito em 1929, renunciou em 1934, após o que a abadia passou a ser dirigida por um conselho administrativo. A dissolução da abadia durante a Segunda Guerra Mundial foi impedida por ser usada como um refúgio para os internos de um asilo de idosos bombardeado do Vale do Ruhr.
O desenvolvimento sério da comunidade começou em 1948, sob o comando do segundo abade recém-eleito, Dr. Albert Ohlmeyer. Em 1960, a igreja restaurada e ampliada foi dedicada. Após a morte do Dr. Ohlmeyer em 1976, a comunidade elegeu Dom Maurus Berve e, após sua morte precoce em 1986, Dom Franziskus Heereman da Trapista Mariawald Abbey no Eifel. Depois que Heereman renunciou em 2016, Dom Winfried Schwab da Abadia Beneditina de Admont, na Áustria, foi eleito abade. Ele renunciou em 2018.